# Paola De Micheli
Paola De Micheli (n. 1 septembrie 1973, Piacenza, Italia) este o politiciană italiană.